# Hidenori Ishii
Hidenori Ishii (født 23. september 1985) er en japansk fodboldspiller, som spiller for den japanske fodboldklub Tokushima Vortis.